# Olivia Thirlby
Olivia J. Thirlby (New York, 6 oktober 1986) is een Amerikaans actrice die haar filmdebuut maakte in United 93 (2006).

## Filmografie
- United 93 (2006) - Nicole Carol Miller
- Unlocked (2006) - Abby
- Snow Angels (2007) - Lila Raybern
- Juno (2007) - Leah
- Love Comes Lately (2007) - Sylvia
- The Secret (2007) - Samantha Marris
- The Wackness (2008) - Stephanie
- The Dancer Man (2008) - Anne
- Eve (2008) - Kate
- Uncertainty (2008) - Sophie
- New York, I Love You (2008) - Brett Ratner
- Breaking Upwards (2009) - Erika
- Arlen Faber (2009) - ...
- What Goes Up (2009) - Tess Sullivan
- Margaret (2011) - Monica
- No Strings Attached (2011) - Katie Kurtzman
- The Darkest Hour (2011) -  Natalie
- Dredd (2012) - Judge Anderson
- Red Knot (2014) - Chloe Harrison
- Just Before I Go (2014) - Greta
- 5 to 7 (2014) - Jane
- The Wedding Ringer (2015) - Alison Palmer
- The Stanford Prison Experiment (2015) - Christina Zimbardo
- Above the Shadows (2019) - Holly
- Oppenheimer (2023) - Lilli Hornig

- Bibsys: 13021080
- Biblioteca Nacional de España: XX4835220
- Bibliothèque nationale de France: cb156841641 (data)
- Gemeinsame Normdatei: 143728318
- International Standard Name Identifier: 0000 0001 1756 9760
- Library of Congress Control Number: no2008060773
- Nationale Bibliotheek van Tsjechië: xx0156219
- Nationale Bibliotheek van Israël: 987007344878405171
- Système universitaire de documentation: 175702225
- Virtual International Authority File: 32324755
- WorldCat: E39PBJbGVyxYkt7fQH97yKVHmd